# FCKHFC
FCKHFC (F.C. København Håndbold Fanclub) var den officielle fanklub for håndboldklubben F.C. København Håndbold, fanklubben blev stiftet den 27. august 2002.

## Ekstern henvisning
- FCK Håndbold Fanclub Arkiveret 8. april 2009 hos  Wayback Machine